# 末武里佳子
末武 里佳子（すえたけ りかこ、1974年11月19日 - ）は、テレビ東京のエグゼクティブアナウンサー。

## 来歴・人物
- 東京都出身（出生地は北海道札幌市）。血液型はAB型。
- 慶應義塾中等部、慶應義塾女子高等学校を経て慶應義塾大学経済学部を卒業後の1997年、テレビ東京へ入社。営業局を経て1998年からアナウンス部所属。テレビ東京において営業職として採用された後に人事異動でアナウンサーに転じた例として家森幸子などが挙げられる。
- 大学在学中に税理士試験の簿記論・財務諸表論に合格（専門学校に通い、税理士を目指していたという）。入社後にファイナンシャル・プランナーも取得している。また 日本テレビアナウンスカレッジにも通っていた。
- 営業時代、午前中の業務時間中に巻髪＆化粧ばっちりに変身していることから、社内で「十和子」と揶揄された。
- インターネット上では『ゲゲゲの鬼太郎』に出てくるねこ娘に似ていることから『猫娘』と呼ばれ、ファンからは「ぬこ」「ぬこたん」と呼ばれることもあった。
- 朝食をしっかり摂る事がモットーであり、一時期、健康的な生活が話題になったことがある。『素敵にワイド!ほっと10』のニュース担当時、司会の松尾貴史から朝食について良く突っ込まれていた。
- 2009年に結婚したことを同年12月25日付け公式ブログで報告。直後の2010年1月から佐々木明子の後任でニューヨーク支局勤務（テレビ東京の関連会社である、TV TOKYO AMERICA, INCへの出向扱い）となる。同局では2人目の海外赴任アナウンサー[2]。ニューヨーク支局勤務が3年経過[3] したことと、後述の事情により2013年3月まで（後任は大江麻理子）。
- 2011年9月28日には『ワールドビジネスサテライト』に初出演した。以降は普段NYキャスターを担当している証券会社社員などが出演できない場合などを中心に登場。
- 2013年2月12日、公式ブログにて妊娠中であることを公表。4月から産休入りし、同年6月16日にニューヨークで長男を出産[4]。
- 2014年暮れに日本へ帰国すると共に[5]、テレビ東京編成局アナウンス部に復職している。
- 2021年4月1日付でテレビ東京総合編成局アナウンス部担当部長に昇格した[6]。

## 現在の担当番組
- 昼サテ（2020年1月8日 - ）
- 日経モーニングプラス

いずれもナレーション担当
- 朝の!さんぽ道（2017年4月3日 - ）
- チマタの噺（2代目ナレーター、2017年4月5日 - ）

## 過去の担当番組
- 素敵にワイド!ほっと10（ニュースコーナー 1998年頃）
- TXNニュースワイド 夕方いちばん（レポーター 1998.9.28 - 1999.10.1）
- TXNニュースアイ（サブキャスター 1999.10.4 - 2003.3）
- Opening Bell（2003.3.31 - 2008.9.26）
- Closing Bell（2007.10.1 - 2008.3.28、それ以前もリリーフ登板あり）
- NEWS FINE（経済キャスター 2008.9.29 - 2009.12.25、サブキャスターのリリーフ経験もあり）
- ワールドビジネスサテライト（NYキャスター（不定期） 2011.9.28 - 2013.4.2））
- ニュースモーニングサテライト（NYキャスター 2009.12.30 -2013.4.5）
- Mプラス（NYキャスター 2011.10.3 - 2013.4.5）
- L4 YOU! プラス

### ナレーション
- 音流〜On Ryu〜
- Ya-Ya-yah（2003.1.5 - 2007.10.27）
- NEWS MARKET 11（Opening Bellと兼務）
- 日経スペシャル ガイアの夜明け（2019.4.2 - 2019.12.24）